# William Chauvenet

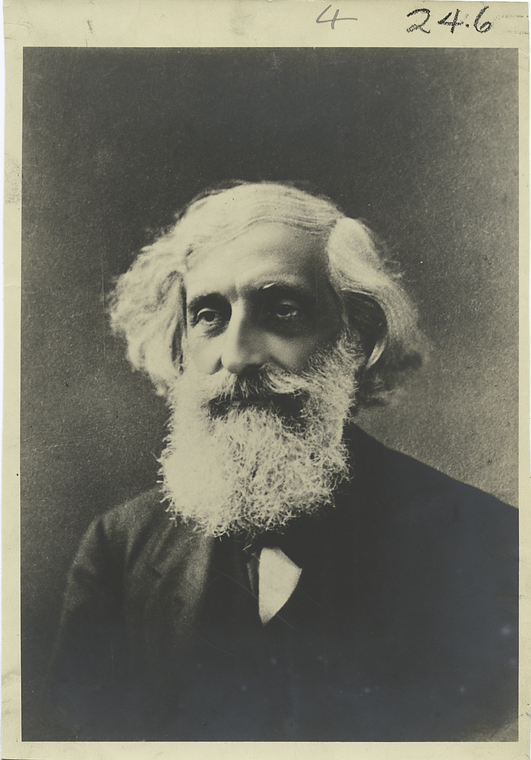
William Chauvenet

William Chauvenet (* 24. Mai 1820 in Milford, Pennsylvania; † 13. Dezember 1870 in St. Paul, Minnesota) war ein US-amerikanischer Mathematiker und Astronom. Ihm zu Ehren wird jährlich von der Mathematical Association of America der Chauvenet-Preis vergeben, die höchste US-amerikanische Auszeichnung für erläuternde Darstellung mathematischer Erkenntnisse.

## Leben
William Chauvenet wurde 1820 als Sohn von Mary Kerr und William Marc Chauvenet geboren. Sein Vater betrieb zunächst Landwirtschaft, betätigte sich aber später als Geschäftsmann. Da die Familie recht wohlhabend war, konnte William Chauvenet eine Privatschule in Philadelphia besuchen. William Chauvenet beeindruckte schon frühzeitig durch seine mathematischen Fähigkeiten und der Schulleiter der Privatschule war so von seinen Fähigkeiten beeindruckt, dass er Williams Vater nahelegte, ihn auf die Yale-Universität zu schicken. Im Jahr 1840 erlangte er dort seinen Hochschulabschluss mit Auszeichnung.
Kurz nachdem er die Universität verlassen hatte, wurde er Assistent von Alexander D. Bache am Girard College in Philadelphia. Er unterstützte Bache bei Untersuchungen zum Magnetismus und zur Meteorologie. Es entwickelte sich daraus eine dauerhafte Freundschaft. Zu dieser Zeit kam Chauvenet durch Sears C. Walker auch in Kontakt mit der Astronomie. Walker richtete zu dieser Zeit das astronomische Observatorium an der High School in Philadelphia ein.
Im Jahr 1841 wurde er zum Professor für Mathematik in der Navy ernannt. Zunächst wurde er für kurze Zeit Ausbilder auf dem Dampfschiff USS Mississippi, was ihn aber nicht befriedigte. Wenige Monate später wechselte er an die 1842 Philadelphia Naval School in Philadelphia, wo er eine achtmonatige Ausbildung für Marineoffiziere etablierte. 1850 wurde er in die American Academy of Arts and Sciences gewählt, 1863 gehörte er zu den Gründungsmitgliedern der National Academy of Sciences. Der Mondkrater Chauvenet ist nach ihm benannt.
Im Jahr 1842 heiratete er Catherine Hemple. Gemeinsam hatten sie fünf Kinder: eine Tochter und vier Söhne.

## Wissenschaftliche Arbeit
Ab 1842 war Chauvenet maßgeblich an der Entwicklung und Gründung der United States Naval Academy in Annapolis beteiligt. Bis dahin hatte der Großteil der Ausbildung der Marineoffiziere auf See stattgefunden, nun wurde weit größerer Wert auf eine umfassende akademische Ausbildung gelegt. Bis 1853 fungierte er in der Naval Academy als Professor für Mathematik, anschließend übernahm er die Ausbildung in Astronomie, Navigation und Vermessungskunde. Während seiner Zeit in der Naval Akademie wurden ihm zweimal Professuren an der Yale-Universität angeboten, zunächst im Fach Mathematik, später Astronomie und Naturphilosophie – er lehnte beide Angebote ab.
Im Jahr 1859 nahm Chauvenet das Angebot einer Professur für Mathematik der 1853 gegründeten Washington University in St. Louis an. 1862 wurde er zum zweiten Kanzler dieser Universität ernannt. Diese Position hielt er inne, bis er 1869 aus gesundheitlichen Gründen in den Ruhestand ging.
Neben seinem Einfluss auf die Ausbildung der Marineoffiziere und seinen wichtigen Beiträgen zur Entwicklung der Mathematik in den Vereinigten Staaten ist Chauvenet vor allem für die von ihm verfassten Lehrbücher im Bereich der Mathematik und Astronomie bekannt. Hierzu zählen:
- A treatise on plane and spherical trigonometry (1850)
- Spherical astronomy (1863)
- Theory and use of astronomical instruments : Method of least squares (1863)
- A treatise of elementary geometry (1870).